# Perć Przyrodników

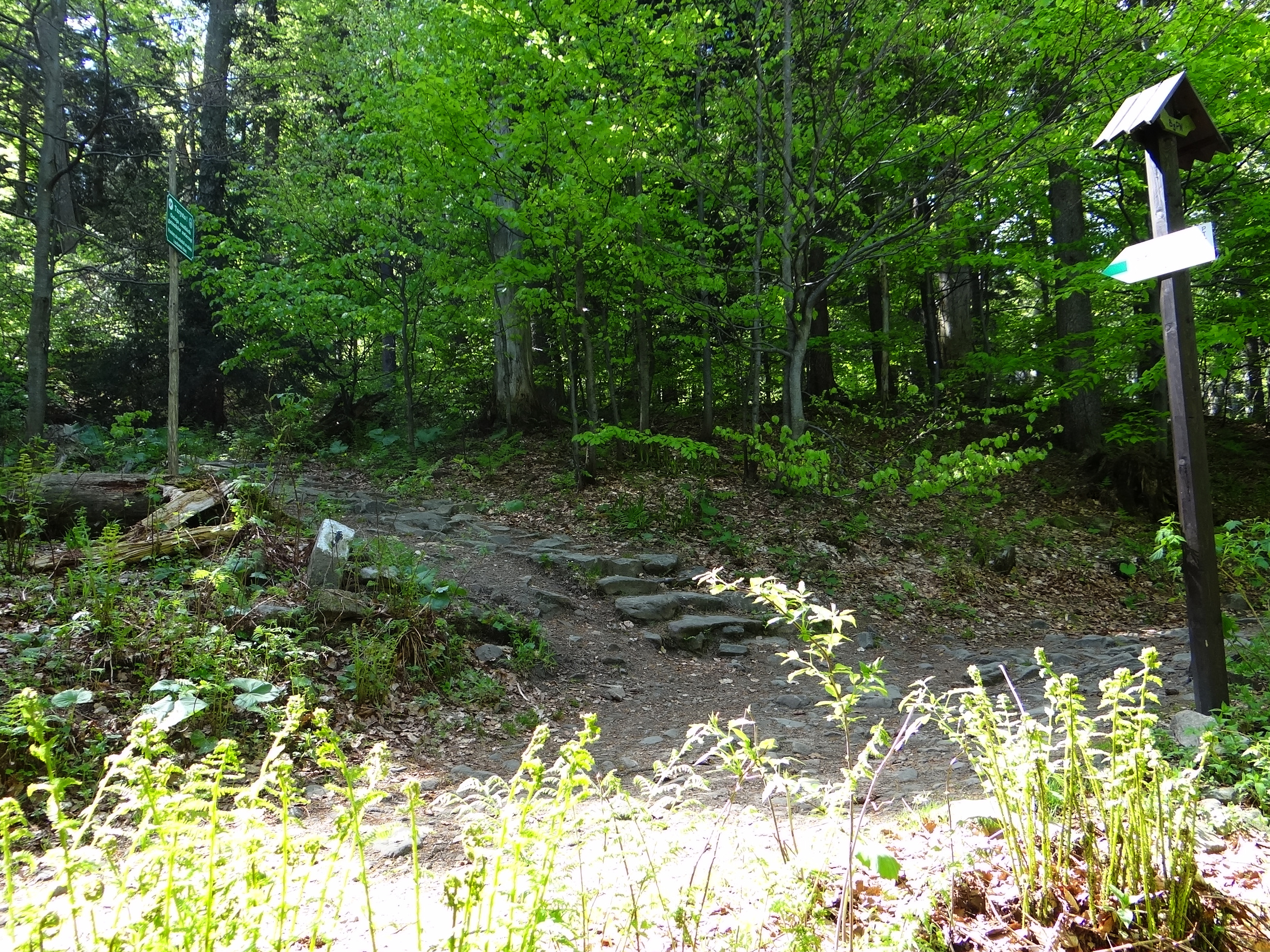
Początek Perci Przyrodników

Perć Przyrodników – zielono znakowany szlak turystyczny w masywie Babiej Góry w Beskidzie Żywiecko-Orawskim. Nazwa szlaku pochodzi od tego, że dawniej często chodzili nim naukowcy badający przyrodę Babiogórskiego Parku Narodowego.
Perć Przyrodników zaczyna się na drodze Górny Płaj (niebieski szlak turystyczny Krowiarki – Markowe Szczawiny) w miejscu zwanym Szkolnikowym Rozstajem, na wysokości około 1050 m i prowadzi w górę, na Sokolicę, gdzie łączy się z czerwonym szlakiem Krowiarki – Babia Góra. Suma podejść wynosi około 320 m. Początkowy odcinek wiedzie przez dobrze zachowany fragment dawnej puszczy karpackiej. Człowiek nie ingeruje tutaj w przyrodę, która rządzi się swoimi prawami. W otoczeniu szlaku jest masa pni próchniejących drzew powalonych przed dziesiątkami lat i obrośniętych mchami i hubami. W drzewostanie dominują świerki i buki, prócz nich występują z rzadka jawory i jarzębina, a w podszycie porzeczka skalna i rzadki w Polsce gatunek rośliny – okrzyn jeleni, który znajduje się w godle Babiogórskiego PN. Cały ten rejon to obszary ochrony ścisłej.
Górna część szlaku to skalne rumowisko Sokolicy. Przez niskie zarośla kosodrzewiny widoczne jest ze szlaku potężne pionowe urwisko Sokolicy. Końcowy odcinek szlaku prowadzi stromymi kamiennymi schodkami na platformę Sokolicy.